# Taciana Lima
Taciana Rezende de Lima Baldé (Olinda, 17 de dezembro de 1983) é uma judoca de origem brasileira que representa, atualmente, a Guiné-Bissau, o país de seu pai. É atleta da SOGIPA.
Em 2011, ela testou positivo com furosemida durante o exame anti-doping da Copa do Mundo de São Paulo. Por conta disso, ficou afastada durante um ano das competições.
Em 2013, conquistou a primeira medalha de Guiné-Bissau no Campeonato Africano de Judô.

## Conquistas
- 2012 - Medalha de Prata no Campeonato Brasileiro Senior.[3]

### Defendendo o Brasil
- 2011 - Medalha de Ouro na Copa do Mundo de El Salvador (etapa do Circuito Mundial da Federação Internacional de Judô): categoria ligeiro (até 48 kg)[5]

### Defendendo a Guiné-Bissau
- 2013 - Medalha de Ouro no Campeonato Africano: categoria ligeiro (até 48 kg)[6]
- 2014 - Medalha de Ouro no Campeonato Africano: categoria ligeiro (até 48 kg)
- 2015 - Medalha de Ouro no Campeonato Africano: categoria ligeiro (até 48 kg)